# Bill Harris (nadador)
Bill Harris (Honolulu, Estados Unidos, 26 de octubre de 1897-ídem, 7 de marzo de 1961) fue un nadador estadounidense especializado en pruebas de estilo libre, donde consiguió ser medallista de bronce olímpico en 1920 en los 100 metros.

## Carrera deportiva
En los Juegos Olímpicos de Amberes 1920 ganó la medalla de bronce en los 100 metros estilo libre con un tiempo de 1:03.0 segundos, tras sus paisanos estadounidenses Duke Kahanamoku (oro con 1:01.2 segundos) y Pua Kealoha.